# Iván Duque Márquez
Iván Duque Márquez (n. 1 august 1976, Bogotá, Columbia) este un politician și avocat columbian care ocupă funcția de președinte al Columbiei. A fost ales cel mai tânăr președinte al Columbiei, candidând din partea Partidului Centrul Democrat la alegerile prezidențiale din 2018. Susținut de mentorul său, fostul președinte și senatorul Alvaro Uribe și susținut de un val populist, el a fost ales în ciuda faptului că era relativ necunoscut cu un an înainte de alegeri. El a candidat având o platformă de centru-dreapta care se opunea așa-numitelor „acorduri de la Havana”, acordul de pace cu grupul de gherilă FARC.
Decizia sa de a acorda statut legal protejat temporar pentru aproape 1,7 milioane de imigranți venezueleni a atras laude din partea liderilor din întreaga lume. Cu toate acestea, sărăcia și inegalitatea economică s-au înrăutățit în timpul pandemiei COVID-19. Eșecul lui Duque de a continua negocierile de pace necondiționate cu ELN (după atacul terorist din 17 ianuarie 2019) a fost criticat și de partidele de opoziție și de o parte a publicului. Răspunsul poliției la protestele din Bogota din 2020 și la protestele de la nivel național au provocat 13 morți și aproximativ 400 de răniți în Bogota și, aproximativ 60 de morți și 2.100 de răniți la nivel național.